# Рун
Рун (індонез. Pulau Rhun, Pulau Run — «острів Рун») — острів у Малайському архіпелазі, у групі островів Банда у складі Індонезії. Омивається морем Банда, що належить до акваторії Тихого океану. Площа — 4,65 км², населення (станом на жовтень 2013 року) — 2130 осіб.
Острів населений здебільшого вихідцями з сусідніх Молуккських островів і Сулавесі. Більшість жителів — мусульмани-суніти, є нечисленна протестантська громада. Єдиний населений пункт — село Рун. З адміністративної точки зору територія острова належить до округу Центральне Малуку провінції Малуку.
Починаючи з середніх віків острів був одним з найважливіших центрів виробництва мускатного горіха. У XVII столітті він став предметом запеклої суперечки між Великою Британією і Нідерландами, які розгорнули тоді колоніальну експансію в різних районах Малайського архіпелагу. Спочатку його займали британці, для яких острів став однією з перших заморських колоній. В ході подальших військових конфліктів двох держав кілька разів переходив з рук в руки, поки за умовами Бредської угоди 1667 англійці не передали його голландцям в обмін на Манхеттен. Адміністрація Голландської Ост-Індійської компанії частково винищила, частково депортувала місцеве населення і знищила плантації мускатника на острові, прагнучи локалізувати виробництво цієї культури на мінімальній, добре контрольованій території. У результаті острів більш як два століття залишався незаселеним.
У другій половині XIX століття Рун був заново заселений, виробництво мускатного горіха відновлено. Однак в умовах істотного падіння світових цін на прянощі економічне значення острова для нідерландських колонізаторів поступово знижувалося.
У роки Другої світової війни острів перебував під японською окупацією. Увійшов до складу Республіки Індонезії в 1950 році після нетривалого перебування у складі самопроголошеної Республіки Південно-Молукських островів.
У період перебування у складі Індонезії виробництво прянощів на острові поступово скорочувалася і до кінця 1980-х років фактично припинилося. Основною галуззю місцевого господарства до того часу стало рибальство. Наприкінці 1990-х — на початку 2000-х років індонезійська влада вжила низки заходів з відновлення плантаційного виробництва мускатного горіха на Руні, що дало деякий позитивний ефект для соціально-економічного розвитку острова.

## Фізико-географічні характеристики

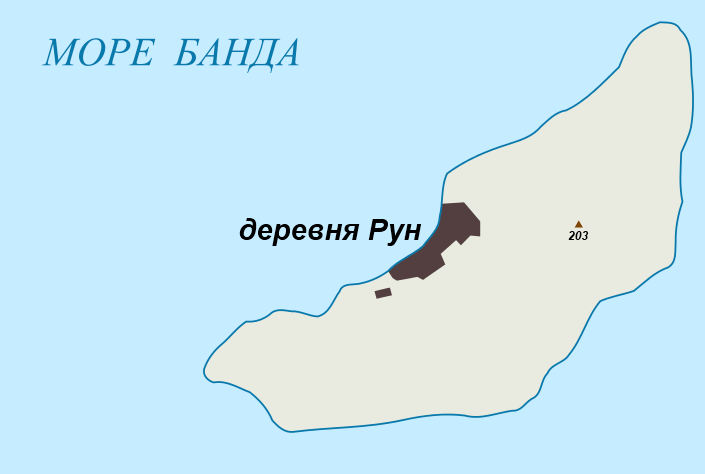
Карта острова Рун

### Географічне положення
Рун є найзахіднішим з островів Банда, що складають частину Молуккських островів, які, в свою чергу, входять до складу Малайського архіпелагу. З усіх боків омивається морем Банда, що належать до акваторії Тихого океану.
Площа острова становить 4,65 км². Має довгасту форму, що віддалено нагадує півмісяць, витягнутий у напрямку з південного заходу на північний схід. Поздовжня довжина близько 3,5 км, максимальна поперечна довжина близько 1,4 км. Береги порізані не дуже значно — лише на північно-західному узбережжі є бухта, яка врізається в суходіл.
Рун майже повністю, крім невеликої ділянки з південно-західного боку, оточений щільним кораловим рифом. Приблизно за півкілометра від північно-східного краю в межах рифа лежить значно менший за розміром (близько 0,02 км²) безлюдний скельний острівець Найлака (індонез. Pulau Nailaka). Найближчий із населених островів Банда — острів Ай (індонез. Pulau Ai), зіставний з Руном за розміром і розташований від нього приблизно за 8 км на північний схід.

### Геологічна будова, рельєф

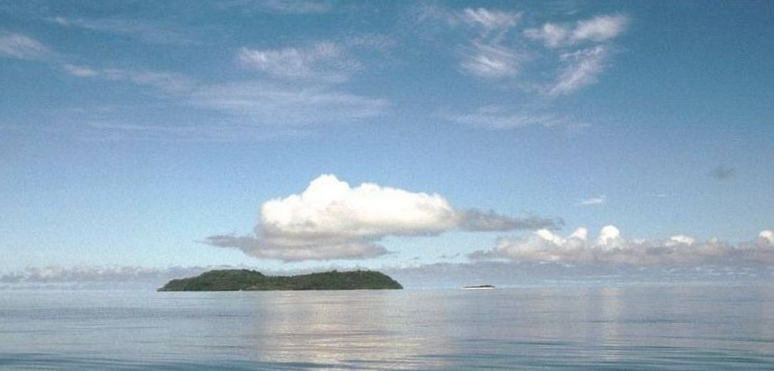
Краєвид острова Рун з південно-східної сторони

З геологічної точки зору острів входить до складу так званої внутрішньої зони острівної дуги Банда. На відміну від більшості інших островів Банда, що мають вулканічне походження, Рун сформований за рахунок підйому корінних порід. Основу його геологічної структури становлять вапняки. При цьому наявна й невелика частка вулканічних порід, які систематично потрапляють на острів в результаті численних вивержень вулкана Банда-Апі, розташованого на однойменному острові приблизно за 20 км на схід від Руна. Значущих запасів корисних копалин на острові не виявлено.
Для рельєфу острова характерна наявність досить крутих уступів, які утворюють сім основних рівнів поверхні. При цьому нижній уступ спускається до моря досить стрімко, особливо у південній та південно-східній частинах. Невеликі за площею низовинні пляжі є лише в кількох місцях. Північна і південна частини острова фактично являють собою два пагорби, що розділені досить глибокою лощиною. Північний пагорб трохи вищий: його вершина, яка є найвищою точкою острова, лежить на висоті 203 метрів над рівнем моря. Річок, струмків, джерел та інших прісноводних водойм на острові немає.
Ґрунти переважно двох типів: дерново-карбонатні і Літосолі. Родючість ґрунтів, особливо тих, що належать до першого типу, значною мірою залежить від кількості та типу продуктів вивержень вулкана Банда-Апі, що потрапляють на острів. Велике виверження 1988 року призвело до суттєвого підвищення цього показника.

### Клімат
Клімат тропічний, мусонний, вологий. Річні й добові коливання температур незначні: середньорічний показник становить близько 26 °C. Середньорічний рівень відносної вологості — 83 %. Річна норма опадів — 2656 мм, місячні показники коливаються від 100 мм у вересні до 400 мм у травні. Більш дощовий і сухіший сезони виражені досить чітко — відповідно, з листопада по липень і з серпня по жовтень.

### Флора і фауна
Природні умови Руна загалом досить типові для островів Банда. Тваринний світ острова дуже бідний. Великих ссавців немає, є кілька видів земноводних, плазунів і птахів. Спочатку більша частина острова була покрита вологими тропічними лісами, проте внаслідок господарської діяльності людини їх площа поступово знижувалася, і до XX століття ліси переважно поступилися місцем культурній рослинності.
Іхтіофауна акваторії навколо острова досить багата і різноманітна: тут зустрічається не менш як 500 видів риб, що належать до понад 50 сімейств. У складі рифа мешкають десятки видів коралів, на смузі морського дна між берегом і рифом зростають різні водорості.

## Історія

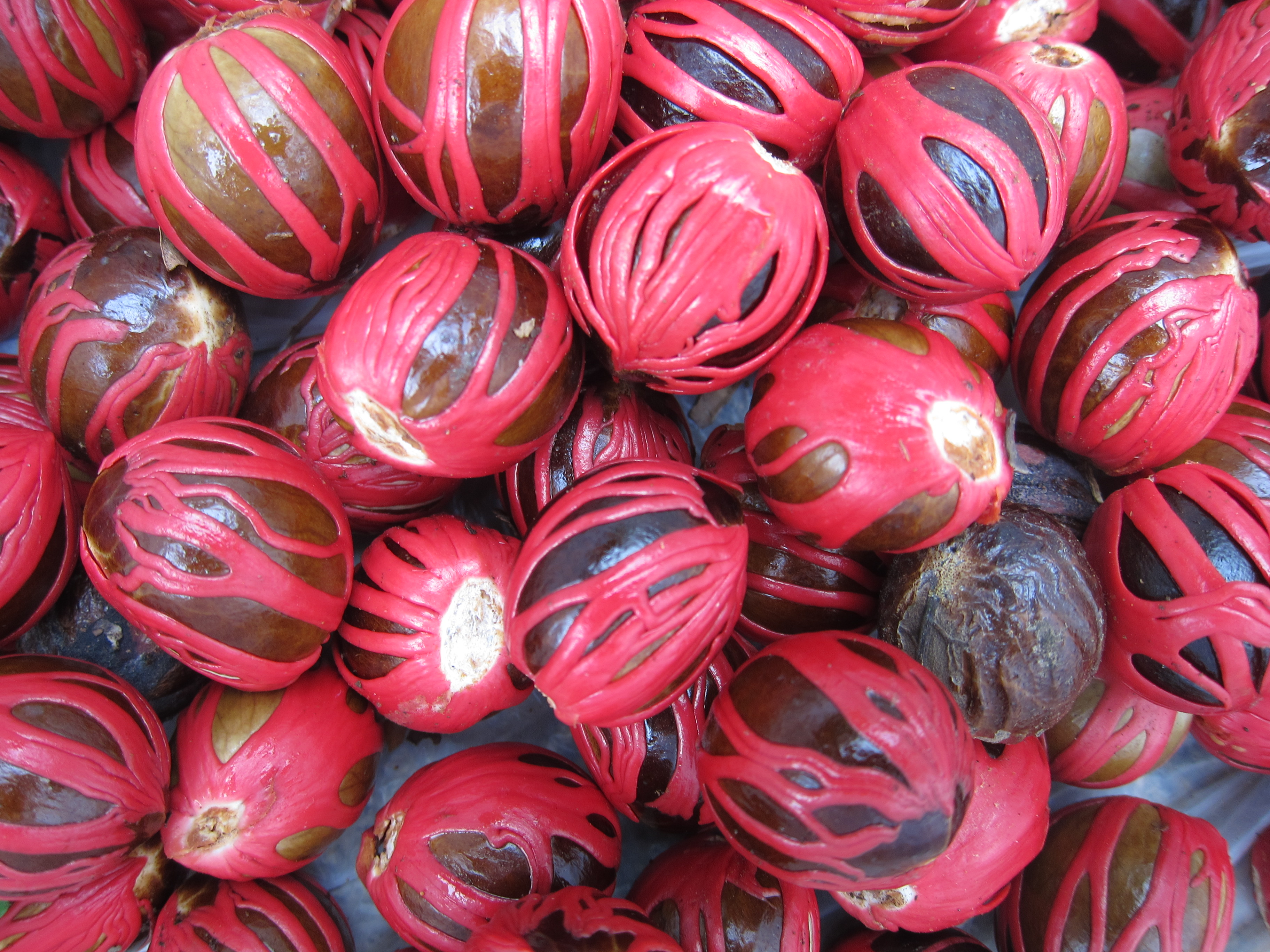
Мускатний горіх — пряність, яка відіграла фатальну роль в історії Руна

### Доколоніальний період
Достовірні відомості про історію острова в доколоніальний період досить мізерні. Відомо, що до початку освоєння цієї частини Малайського архіпелагу європейцями Рун був населений представниками народності, яка проживала також на інших островах Банда і розмовляла мовою Банда, що належала до центрально-молуккської гілки центрально-малайсько-полінезійських мов. На його території активно вирощували мускатний горіх, що був тоді однією з найбільш цінних і затребуваних в різних частинах Євразії прянощів. Мускатні дерева перебували в общинному користуванні, врожаї, що збирали з них, продавали остров'яни на сусідніх островах Малайського архіпелагу або скуповували торговці, що відвідували Рун, для подальшого перепродажу в інші регіони Південно-Східної Азії.

### Початок англійської колонізації
Достаток мускатного горіха привернув до островів Банда підвищену увагу європейців — саме ці острови, поряд з іншими Молукками, стали першою територією Малайського архіпелагу, що зазнала колоніального освоєння. До початку XVII століття Банда стали предметом запеклого суперництва Нідерландів і Великої Британії: обидві держави створили ост-індійські компанії, наділені монопольним правом на комерційну діяльність в Азії і мали в своєму розпорядженні значні військово-морські сили й сухопутні війська. Першими в контакт з населенням Руна вступили англійці: у 1603 тут ненадовго висадилися десять чоловік зі складу першої експедиції, спрямованої в регіон Британською Ост-Індійською компанією (БОІК) на чолі з колоніальним діячем і капером Джеймсом Ланкастером. 1607 року на острові побувала третя ост-індійська експедиція БОІК під керівництвом відомого мореплавця Вільяма Кілінга.
Рун відіграв важливу роль в обороні від голландців сусіднього острова Ай, якого також освоювали англійці від початку XVII століття. У першій половині 1610-х років сили Голландської Ост-Індійської компанії (ГОІК) кілька разів намагалися захопити Ай, проте їх напади відбивав дислокований на острові британський гарнізон за підтримки тубільного ополчення. 14 травня 1615 року, коли майже тисячному загону ГОІК, який складався із власне голландців і японських найманців, вдалося висадитися на Ай і зайняти більшу частину острова, основні сили британців перебралися на кораблях і човнах на Рун. Перегрупувавшись тут, вони в той же день контратакували голландців і вибили їх з Ая. Коли ж у жовтні 1616 голландцям вдалося, нарешті, захопити Ай, на Рун втекло понад 400 місцевих жителів і кілька британців.
Агресивні дії ГОІК примусили англійців якнайшвидше забезпечити постійну військову присутність на Руні, який залишився після втрати Ая єдиним володінням Лондона в архіпелазі Банда. 23 грудня 1616 року за завданням БОІК тут висадився озброєний загін з декількох десятків осіб під командуванням Натаніеля Кортгоупа. Місцеві жителі й численні біженці з Ая, що проживали на острові, поставилися до прибульців досить позитивно, вбачаючи в їх присутності захист від голландців, які, захопивши до цього часу всі інші острови Банда, знищили більшу частину населення архіпелагу. Крім того, БОІК оголосила про намір скуповувати мускатний горіх у місцевих виробників на досить вигідних умовах, тоді як Голландська Ост-Індійська компанія (ГОІК) взяла курс на повне знищення або депортацію жителів Банда і вирощування прянощів за допомогою невільників, завезених з інших районів Малайського архіпелагу. Завдяки цим обставинам, а також подарункам, які отримали місцеві старійшини від імені короля Якова I, який тоді правив, Кортхоуп в короткі строки заручився активною підтримкою остров'ян і уклав угоду про перехід острова під суверенітет британської корони.
Примітно, що колонізації Руна, що став разом з Аєм першим заморським володінням Англії, в Лондоні надавали стратегічного значення. Назви цих двох островів були навіть зафіксовані в титулі Якова I поряд з його основними європейськими вотчинами: Король Англії, Шотландії, Ірландії, Франції, острова Ай і острова Рун(англ. King of England, Scotland, Ireland, France, Puloway and Puloroon).

### У центрі англо-нідерландського конфлікту
Адміністрація ГОІК вважала захоплення Руна найважливішим завданням в рамках колонізаторської діяльності в регіоні, оскільки збереження цього острова під владою іншої держави підривало її монополію на виробництво й торгівлю мускатним горіхом. Вже на початку 1617 Компанія спробувала зайняти Рун, направивши до його берегів велику військову ескадру. До того часу загін Кортгоупа за допомогою остров'ян збудував два невеликі форти — на західному березі Руна і на маленькому сусідньому острівці Найлака. Форти були озброєні гарматами, знятими з двох кораблів експедиції Кортгоупа, і отримали назви на честь цих кораблів — «Сван» (англ. Swan) і «Дефенс» (англ. Defence). Крім того, навчивши частину місцевих жителів і біженців з Ая володінню вогнепальною зброєю, британці сформували з них ополчення.
Завдяки добре організованій обороні англійці відбили напад голландців, однак останні встановили постійну блокаду Руна. Кораблі Кортгоупа були захоплені голландцями, а спроби британського флоту розблокувати острів і доставити туди підкріплення, які вони здійснили 1619 року, виявилися невдалим. У результаті оборонці протягом майже чотирьох років відбивали натиск сил ГОІК, які багаторазово переважали їх. Після загибелі Кортгоупа 20 Жовтня 1620 року в ході його вилазки на сусідній острів Бандалонтар англійці і остров'яни продовжували опір ще кілька місяців, однак до літа 1621 Рун був зайнятий нідерландським десантом, що дозволило генерал-губернатору Яну Пітерсоону Куну оголосити весь архіпелаг Банда володінням Нідерландів. Залишкам британського гарнізону було надано можливість покинути острів. Бігти вдалося й невеликій частині місцевих жителів. Відносно ж тих, хто залишився, голландці застосували методи, які вже відпрацювали на інших островах Банда: чоловіків старших за 15 років перебили, жінок і дітей вивезли на інші території колонії.

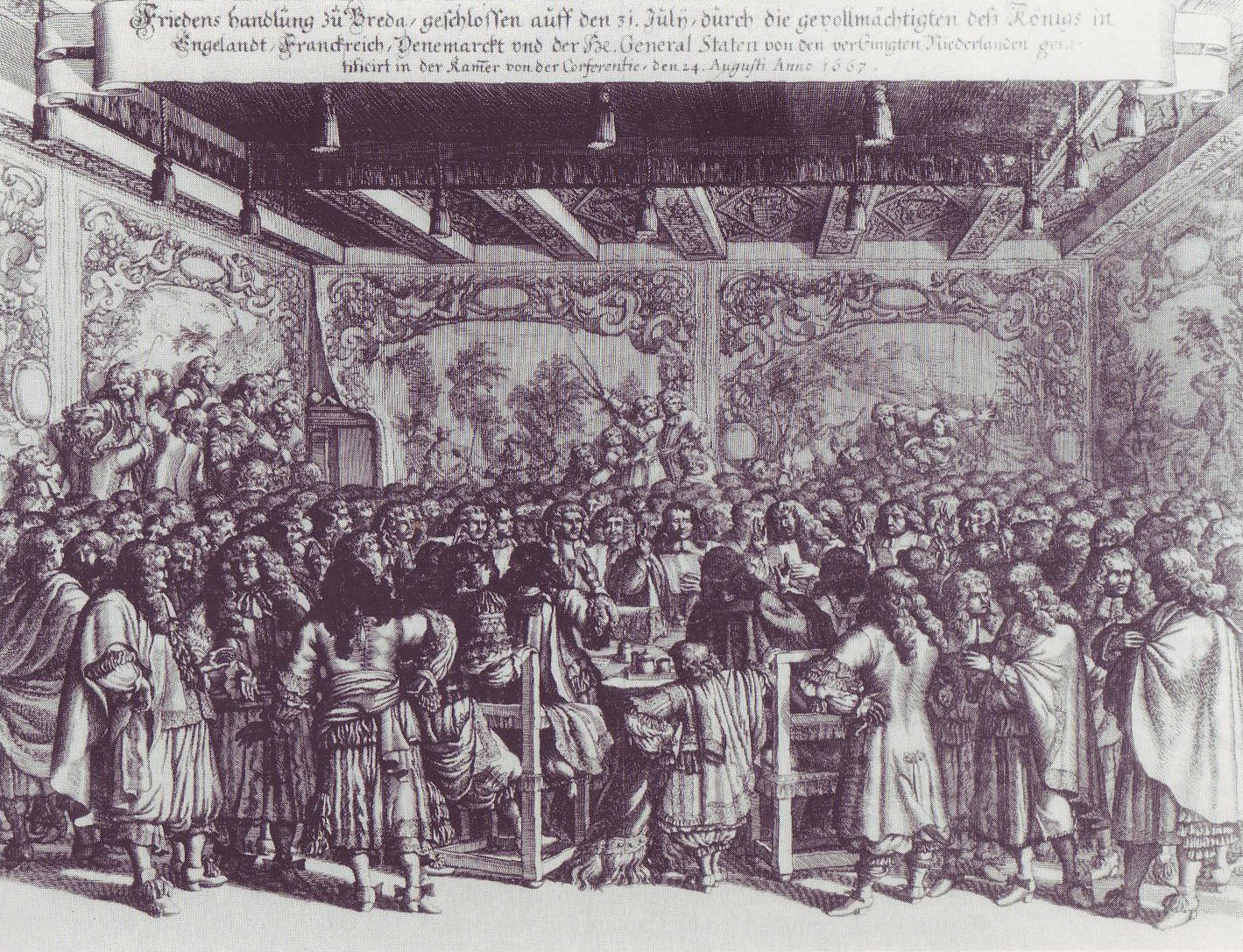
Англо-голландські переговори в Бреді, що завершилися підписанням угоди, яка передбачала обмін Руна на Манхеттен. Гравюра XVII століття

Нові колонізатори не стали осідати на острові, а обмежувалися лише періодичними (з 1638 — щорічними) відвідуваннями Руна з тим, щоб запобігти поверненню на острів англійців або тубільців. Керівництво ГОІК не було впевнене в здатності утримати острів у довгостроковій перспективі, і під час однієї з таких експедицій представники Компанії повністю знищили посадки мускатного горіха на Руні, прагнучи зробити його можливе захоплення Великою Британією економічно менш доцільним.
Англійці, у свою чергу, не залишали претензій на Рун і також періодично направляли на острів експедиції: в 1636, 1638 і 1648 роках. За підсумками перемоги в Першій англо-голландській війні їм вдалося добитися його офіційного повернення: суверенітет Лондона над островом був офіційно закріплений Вестмінстерською угодою 1654 року, при цьому голландці виплатили контрибуцію в розмірі 85 000 фунтів стерлінгів. Олівер Кромвель, який очолював тоді країну, вважав освоєння Руна досить перспективним і наказав направити туди групу британських поселенців, тоді як інтереси керівництва БОІК до того часу значною мірою змістилися в бік Індії та континентальної частини Південно-Східної Азії. Коли в підсумку до 1658 року партію британських колоністів для Руна було підготовлено, її доставка на острів виявилася обтяжливою через відновлення конфронтації з Нідерландами — в результаті поселенців було вирішено висадити на Острові Святої Єлени.
Чергова Британська експедиція відвідала Рун тільки в 1662 році, а відновити постійну присутність на ньому англійцям вдалося лише до 1665. Проте вже через кілька місяців після початку Другої англо-голландської війни британських колоністів з острова вигнали голландці. Хід цього конфлікту став більш сприятливим для Нідерландів. 

### Під владою Нідерландів
Приєднавши Рун до своїх Ост-Індійських володінь, голландці не стали відновлювати там посадки мускатного горіха, які вони знищили — ГОІК вирішила локалізувати виробництво прянощів на мінімальній, добро освоєній і захищеній території декількох сусідніх островів Банда і південних Молукк: розбиті там мускатні плантації передавали в спадкове володіння голландським колоністам (переважно військовим і цивільним службовцям Ост-Індійської Компанії).  
Систематичну господарську діяльність на острові відновлено в 1874 році, коли адміністрація Нідерландської Ост-Індії, яка представляла вже не ліквідовану наприкінці XVIII століття ГОІК, а безпосередньо уряд країни, розпорядилася знову розбити тут плантації мускатного горіха. Рабство на території колонії до того часу було вже скасоване, і для роботи на острів були завезені наймані працівники з сусідніх районів, з Молукки і Сулавесі, які надалі сформували основу нового населення Руна. Доходи від новостворених плантацій виявилися порівняно невеликі через багаторазове падіння світових цін на мускатний горіх.

### Перехідний період 1942-50 років

Прапор Республіки Південно-Молуккських островів, у складі якої Рун перебував у 1950 році

Після захоплення Голландської Ост-Індії Японією під час Другої світової війни в 1942 році, Рун відійшов до зони окупації 2-го флоту Імперії. У період японського контролю значну частину посадок мускатника було знищено — за розпорядженням окупаційної адміністрації жителі островів Банда були змушені вирощувати харчові культури для потреб японської армії.
Окупація завершилися в серпні 1945 року, однак уряд Республіки Індонезії не мав можливості встановити свою владу в настільки віддаленому від центру регіоні.
Після невдалої спроби добитися приєднання РПМО шляхом переговорів Республіка Індонезія розгорнула в липні 1950 року проти невизнаної держави військові Дії. До кінця року вся територія РПМО, включаючи Рун, була повністю під контролем індонезійських військ і проголошена частиною Республіки Індонезії.

### У складі незалежної Індонезії
Встановивши контроль над Руном, уряд Республіки Індонезії спробував відновити виробництво прянощів як основну галузь місцевого господарства. У 1958 плантації, які належали голландським власникам, відповідно до указу президента Сукарно були націоналізовані і разом з аналогічними плантаціями прилеглого острова Хатта перейшли у державну власність під управління влади округу (більші плантації низки інших островів Банда перейшли під управління центрального уряду країни). Економічна політика держави була тоді вкрай малоефективною, і до кінця президентства Сукарно виробництво мускатного горіха на Руні, як і на інших островах Банда, перебувало в кризовому стані.
Для виправлення ситуації було вжито заходів на найвищому державному рівні. 17 жовтня 1997 року президент Сухарто підписав розпорядження про виділення державних субсидій у розмірі 4 мільярдів рупій для Відновлення виробництва мускатного горіха на архіпелазі Банда.

## Адміністративна приналежність
Територія острова Рун виділена в адміністративно-територіальну одиницю низового рівня — село з однойменною назвою. Село очолює сільський староста, якого обирає місцеве населення строком на 6 років (до 2005 року його призначало керівництво району).

## Населення

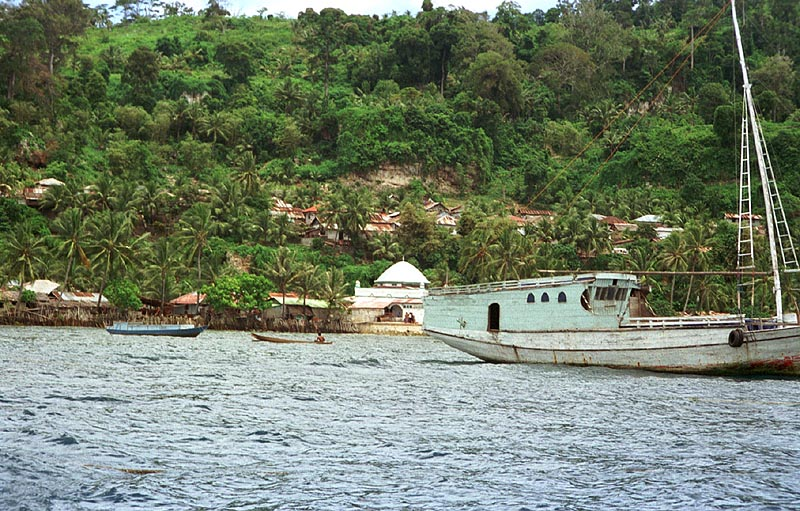
Село Рун. Краєвид з моря

Населення Руна, станом на жовтень 2013 року, становило 2130 осіб. Густота населення — близько 458 осіб на 1 км². При цьому розселені жителі по території острова достатньо нерівномірно: практично всі остров'яни компактно проживають в єдиному населеному пункті — селі, розташованому в середині північно-західного узбережжя.
Сучасні жителі острова в своїй більшості є нащадками переселенців з Сулавесі й південних Молукських островів, яких завезли голландці наприкінці XIX століття на безлюдний тоді Рун для робіт на мускатних плантаціях. У постколоніальний період на острів поширювалися урядові трансміграційні програми: близько 20 тутешніх сімей переїхали на Серам, на Рун ж, у свою чергу, переїхала невелика невелика група яванців.
Абсолютна більшість рунців сповідує іслам суннітського зразка.

## Економічна діяльність
Відповідно до директив центральної влади від початку 2000-х років на Руні здійснюється відновлення плантаційного виробництва мускатного горіха, яке історично є основною галуззю місцевого господарства.

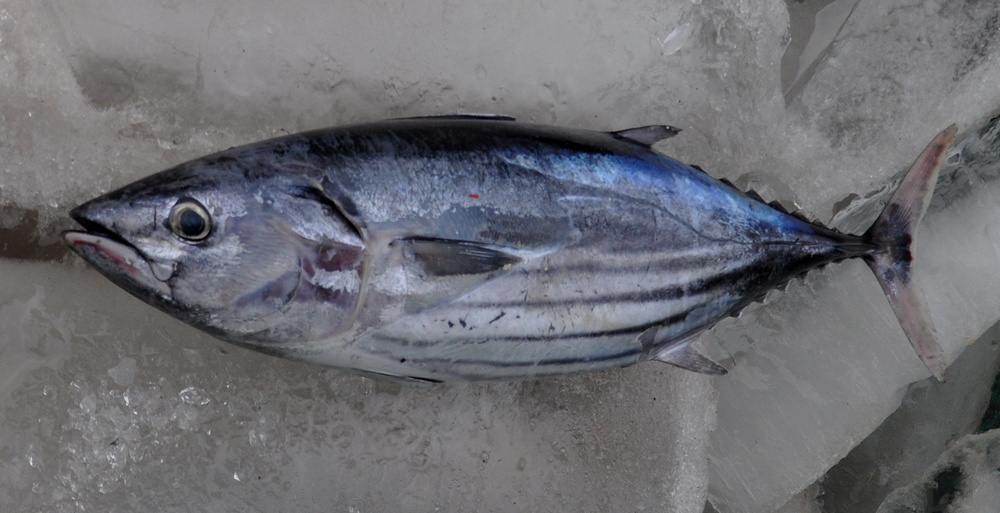
Смугастий тунець — скайджек, один з основних об'єктів промислу рибалок Руна

Найважливішою галуззю місцевого господарства залишається рибальство — в ньому зайнято не менш як 40 % остров'ян. До 1980-х років рибна ловля здійснювалася переважно в прибережній акваторії, а добуту рибу і морепродукти здебільшого або споживали самі остров'яни, або скуповували перекупники з інших Молуккських островів. Пізніше, з появою значної кількості моторних суден, місцеві рибалки отримали можливість вести промисел на відстані десятків кілометрів від берегів Руна й самостійно збувати улови на зовнішніх ринках, у тому числі за межами Індонезії — на Східному Тиморі. У 2010 році на острові було зареєстровано 42 моторних судна різного розміру. Основні промислові види — тунець, скайджек, летючі риби.
Практикуються видобуток коралів і заготівля різних порід деревини, а також різні ремесла.
Місцева влада робить зусилля для розвитку на острові індустрії туризму, акцентуючи, зокрема, на природній красі, добрих можливостях для дайвінгу, особливостях історії острова і пов'язаних з нею пам'ятках — залишках британських фортифікаційних споруд початку XVII століття.

## Інфраструктура
В інфраструктурному плані острів належить до числа найменш розвинених територій провінції Малуку. Водопровідна система відсутня, питною водою остров'ян забезпечують криниці й накопичувачі дощової води. На острові немає поштових установ і стаціонарного телефонної зв'язку.
Станом на 2010 рік на острові не було зареєстровано жодного автомобіля, були лише 9 мотоциклів і моторолерів.

## Освіта, охорона здоров'я
На Руні є дві початкові школи (1-6 класи, учні від 7 до 12 років) i дві середні школи першого ступеню (7-9 класи, учні від 13 до 15 років), а також один дитячий садок. У зв'язку зі зростанням рівня життя остров'ян на початку XXI століття почастішали випадки відправлення місцевих дітей на навчання до середніх шкіл першого ступеню (10-12 класи, учні від 16 до 18 років) i вищих навчальних закладів за межі острова.